# Список политических партий Республики Кипр
В этой статье приведен список политических партий Республики Кипр. Кипр имеет многопартийную систему с тремя или четырьмя сильными партиями, которые обычно доминируют на политическом ландшафте.

## Список

### Парламентские
По результатам выборов 2021 года.
| Партия | Партия                                                                              | Аббр.      | Идеология                | Мест в Парламенте | Мест в Европарламенте |
| ------ | ----------------------------------------------------------------------------------- | ---------- | ------------------------ | ----------------- | --------------------- |
|        | Демократическое объединение Δημοκρατικός Συναγερμός                                 | DISY, ΔΗΣΥ | Либеральный консерватизм | 17 из 56          | 2 из 6                |
|        | Прогрессивная партия трудового народа Ανορθωτικό Κόμμα Εργαζόμενου Λαού             | AKEL, ΑΚΕΛ | Коммунизм                | 15 из 56          | 1 из 6                |
|        | Демократическая партия Δημοκρατικό Κόμμα                                            | DIKO, ΔΗΚΟ | Греческий национализм    | 9 из 56           | 1 из 6                |
|        | Движение за социал-демократию Κινήμα Σοσιαλδημοκρατών                               | EDEK, ΕΔΕΚ | Социал-демократия        | 4 из 56           | 0 из 6                |
|        | Демократический фронт Δημοκρατική Παράταξη                                          | DEPA, ΔΗΠΑ | Либерализм               | 4 из 56           | 0 из 6                |
|        | Национальный народный фронт Εθνικό Λαϊκό Μέτωπο                                     | ELAM, ΕΛΑΜ | Ультранационализм        | 4 из 56           | 1 из 6                |
|        | Движение экологистов — Гражданская кооперация Κίνημα Οικολόγων – Συνεργασία Πολιτών | KOSP, ΚΟΣΠ | Зеленая политика         | 3 из 56           | 0 из 6                |

### Внепарламентские
- Солидарность (Κίνημα Αλληλεγγύη)
- Кипрское социально-экологическое движение (Κίνημα Κοινωνικής Οικολογίας Κύπρου)
- Новые левые интернационалисты (Νέα Διεθνιστική Αριστερά)
- Новая волна - Другой Кипр (Νέο Κύμα - Η Άλλη Κύπρος)
- Объединенные демократы (Ενωμένοι Δημοκράτες)
- Народное социалистическое движение (Λαϊκό Σοσιαλιστικό Κίνημα)
- Жасминовое движение (Κίνημα Γιασεμί)
- Рабочая демократия (Εργατική Δημοκρατία)
- Либеральные демократы (Φιλελεύθεροι Δημοκράτες)[2]
- Фамагуста для Кипра (Αμμόχωστος για την Κύπρο)[3]

## Прекратившие существования
- Демократический фронт под руководством Спироса Киприану в 1976 году.
- Демократическая национальная партия (ДЭК).
- Новый демократический фронт (NEDIPA), основанный Алекосом Михаэлидесом в 1980 году.
- Всекипрский фронт обновления (ПАМЕ), основанный Хризостомосом А. Софианосом в 1980 году.
- Союз Центра, основанный Тассосом Пападопулосом в 1980 году.
- Либеральная партия, основанная бывшим министром иностранных дел Никосом Роландисом в 1986 году и объединившаяся с Демократической партией в 1998 году.
- Боевое демократическое движение, объединившееся с Демократической партией  в 2011 году.
- Новые горизонты объединились с Европейской демократией в 2005 году и образовали Европейскую партию.
- Европейская демократия  объединилась с New Horizons в 2005 году и сформировала Европейскую партию.
- Комитет радикального левого объединения (Επιτροπή για μια Ριζοσπαστική Αριστερή Συσπείρωση).
- Европейская партия, объединившаяся с Солидарностью в 2016 году.
- Гражданский альянс (Συμμαχία Πολιτών), основанный Гиоргосом Лиликасом.